# Zhanghua
Zhanghua (chiń. 彰化; pinyin Zhānghuà; Wade-Giles Changhua; pe̍h-ōe-jī Chiong-hòa) – miasto w zachodnim Tajwanie, siedziba powiatu Zhanghua. W 2010 roku liczyło 236 503 mieszkańców.

## Architektura
- Świątynia Konfucjusza